# Rideau (rzeka)
Rideau – rzeka przepływająca przez wschodnią część prowincji Ontario w Kanadzie. Jej długość wynosi 146 km. Rzeka ma swój początek w Upper Rideau Lake i uchodzi do rzeki Ottawa w Ottawie. Powierzchnia zlewni wynosi ponad 4000 km².
Ujście rzeki Rideau do Ottawy ma formę wodospadu wysokości 9,1 m, w którym woda dzieli się na dwie bliźniacze wstęgi. Pierwszym Europejczykiem, który dotarł w to miejsce, był w 1613 r. francuski żołnierz, żeglarz i podróżnik, założyciel Québecu, a przede wszystkim kartograf – Samuel de Champlain (1574–1635). To właśnie on, płynąc w górę Ottawy, nazwał wpadającą do niej efektownym wodospadem rzekę Rideau, co po francusku znaczy „firanka” lub „kurtyna”.

## Wykorzystanie
Od Upper Rideau Lake do Hog's Back Falls w Ottawie rzeką biegnie wybudowany w latach 1827–32 kanał Rideau, łączący Ottawę z Kingston na brzegu jeziora Ontario.
Rzeka używana jest jako źródło wody pitnej dla mieszkańców gmin położonych wzdłuż jej biegu (z wyjątkiem Ottawy, która pobiera wodę z rzeki Ottawa).